# Clark Mills (Nueva York)
Clark Mills es un lugar designado por el censo ubicado en el condado de Oneida en el estado estadounidense de Nueva York. En el año 2010 tenía una población de 1,905 habitantes y una densidad poblacional de 592 personas por km².

## Geografía
Clark Mills se encuentra ubicado en las coordenadas 43°5′31″N 75°22′20″O / 43.09194, -75.37222.

## Demografía
Según la Oficina del Censo en 2000 los ingresos medios por hogar en la localidad eran de $36,026, y los ingresos medios por familia eran $45,833. Los hombres tenían unos ingresos medios de $32,036 frente a los $25,523 para las mujeres. La renta per cápita para la localidad era de $18,101. Alrededor del 6.9% de la población estaban por debajo del umbral de pobreza.